# 真理之光獎
真理之光獎是一項人權獎，授予對公眾瞭解西藏以及藏人的人權和民主自由的奮鬥作出重大貢獻的人士和組織。該獎自1995年起每年由國際聲援西藏運動（ICT）選出得獎者，由第十四世達賴喇嘛親自頒發。該獎包括一盞溫馨的西藏酥油燈，象徵得獎者帶給西藏的光明。
該獎於2001年頒發給印度全體人民，並由印度總統拉馬斯瓦米·文卡塔拉曼代表接受。

## 得獎者
- 1995年：亚伯拉罕·M·羅森塔爾(紐約時報主編，報導藏人困境。）[2]
- 1996年：李察·吉爾，Lavinia Currier和Michael Currier（姐弟二人的母親是安德魯·W·梅隆的女兒艾爾莎·梅隆·布魯斯（英语：Ailsa Mellon Bruce）[3][4]。）
- 1997年：查理·羅斯和克萊本·佩爾（英语：Claiborne Pell）（美國參議員）。
- 1998年：馬丁·史柯西斯（電影《達賴的一生》導演，對公眾了解藏人做出重要貢獻）和瑪莉莎·麥瑟森（英语：Melissa Mathison）（《達賴的一生》編劇）。[5]
- 1999年：黎吉生（英國與印度駐西藏代表，是外國第一位駐西藏的外交使節，對於藏學的貢獻），丹尼爾·密特朗（英语：Danielle Mitterrand）和Richard C. Blum。[6]
- 2001年：印度全體人民，由印度總統拉馬斯瓦米·文卡塔拉曼代表接受。
- 2002年：海因里希·哈勒和佩特拉·凱利（德國綠黨共同創辦人，支持藏人）。[7][8]
- 2003年：本傑明·A·吉爾曼（英语：Benjamin Gilman）（美國眾議員），Michele Bohana（亞洲民主研究所所長，長期遊說美國國會支持西藏）和羅伯特·瑟曼（哥倫比亞大學宗教研究系主任，共同創立紐約西藏之家）[9]
- 2004年：奧托·格拉夫·蘭布斯多夫（英语：Otto Graf Lambsdorff）伯爵，埃爾姆查特·瓦格爾（德语：Irmtraut Wäger）和瓦茨拉夫·哈維爾。
- 2005年：艾利·魏瑟爾，卡爾·格什曼（美國國家民主基金會主席）和小洛維爾·湯瑪斯（英语：Lowell Thomas Jr.）
- 2006年：埃爾熱基金會（英语：Hergé Foundation）（《丁丁在西藏》）和德斯蒙德·杜圖（南非主教，在本國和全世界提倡被壓迫人民的權利。）[10][1]
- 2009年：茱莉亞•塔夫特（英语：Julia V. Taft）（美國助理國務卿，長期關注西藏流亡社區和西藏民眾的狀況，並呼籲國際社會的關注）和王力雄（中國大陸作家）。[11]美國眾議院議長南希·佩洛西致詞。[12]
- 2011年：喬治·派特森（傳教士、作家，率先報導解放軍入侵西藏，支持藏人反抗運動，以及出版關於西藏問題的著作。）[13][14]
- 2013年：羅伯特·韋伯斯特·福特（1950年代在西藏建立廣播電台），國際法律家委員會，克里斯坦·施瓦茨（英语：Christian Schwarz-Schilling）（德國聯邦郵電部部長和國會議員，長期關注西藏問題），范博文（英语：Theo van Boven）（聯合國人權事務委員會酷刑問題專員、荷蘭國際人權專家。）[15]
- 2018年：Grace Spring（藝術家，國際聲援西藏運動董事）[16][17]